# Hauskirchen
Hauskirchen ist eine Gemeinde mit 1299 Einwohnern (Stand 1. Jänner 2024) im Bezirk Gänserndorf im österreichischen Bundesland Niederösterreich.

## Geografie
Hauskirchen liegt im nordöstlichen Weinviertel in Niederösterreich, ca. 15 km östlich von Mistelbach. Durch die Gemeinde fließt die Zaya. Die Fläche umfasst 22,04 Quadratkilometer. 3,95 Prozent der Fläche sind bewaldet.

### Gemeindegliederung
Das Gemeindegebiet umfasst folgende drei Ortschaften (in Klammern Einwohnerzahl Stand 1. Jänner 2024):
- Hauskirchen (636)
- Prinzendorf an der Zaya (489)
- Rannersdorf an der Zaya (174)

Die Gemeinde besteht aus den Katastralgemeinden Hauskirchen, Prinzendorf und Rannersdorf.

### Nachbargemeinden
| Poysdorf (Mistelbach)    | Großkrut (Mistelbach)                       | Altlichtenwarth (Mistelbach) |
| Wilfersdorf (Mistelbach) | Kompassrose, die auf Nachbargemeinden zeigt | Neusiedl                     |
|                          | Zistersdorf                                 |                              |

## Geschichte

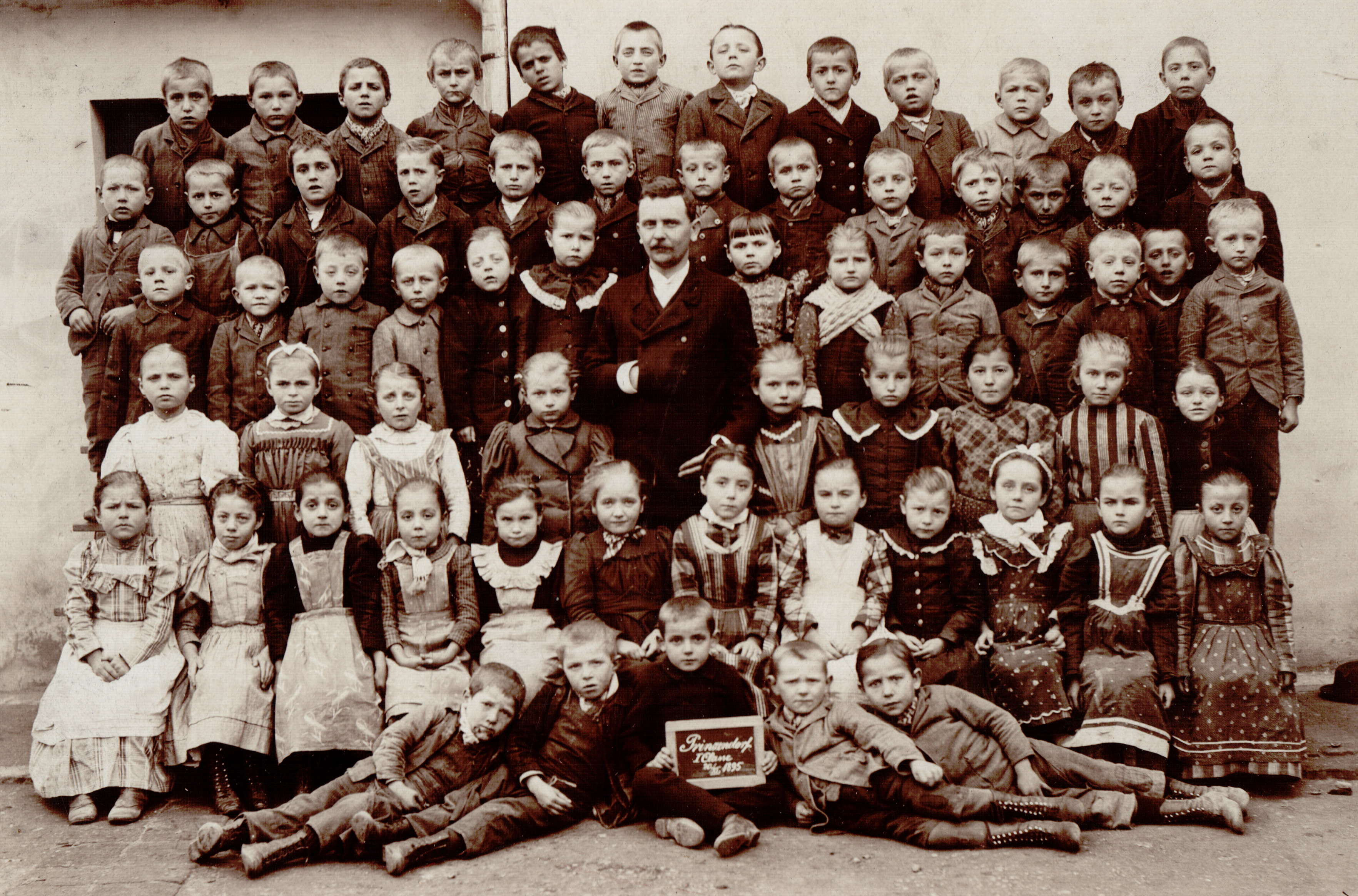
1895 die 1. Klasse der Volksschüler von Prinzendorf, mit dabei Herma Seyffarth

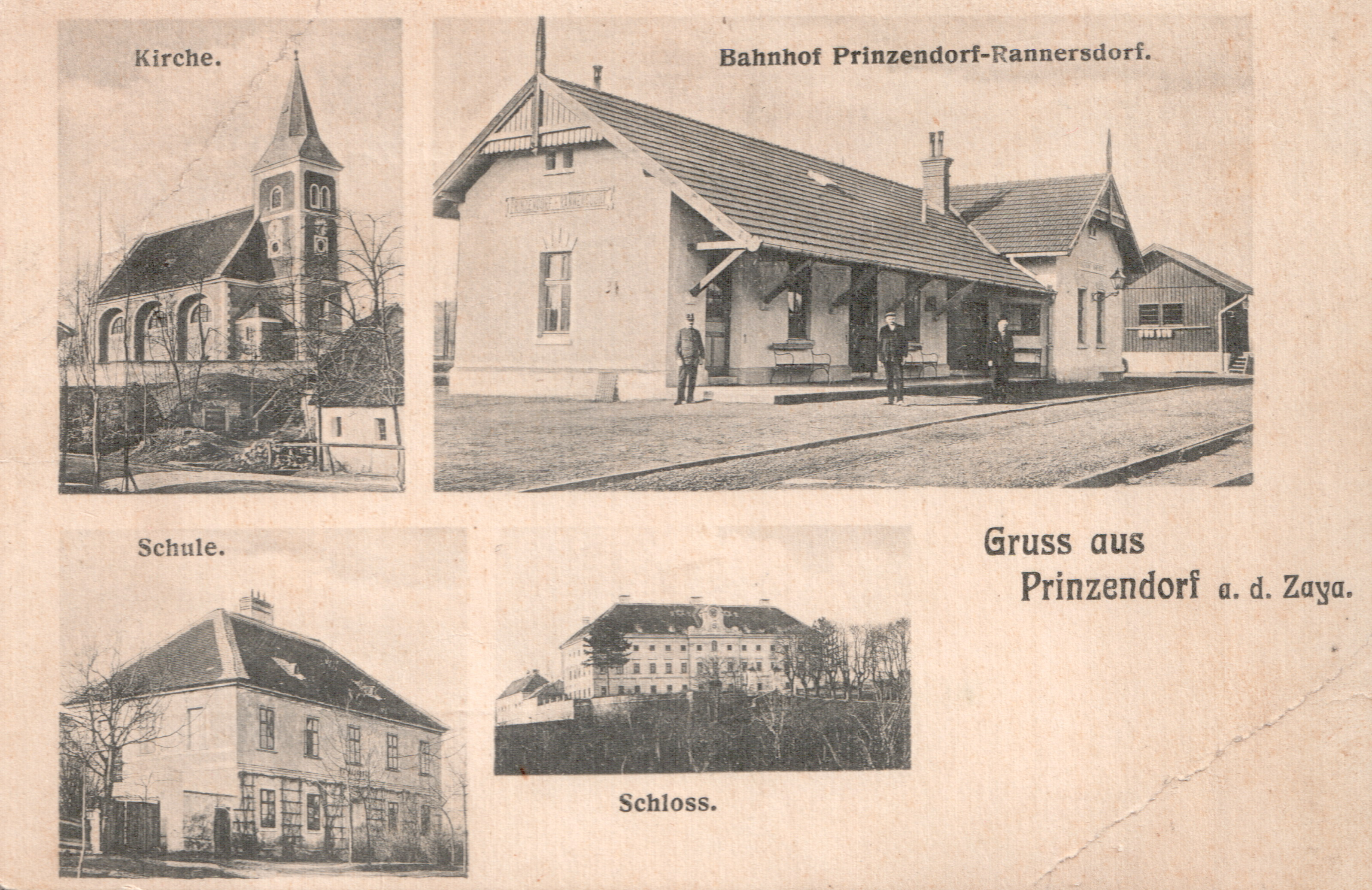
Korrespondenz-Karte von Prinzendorf etwa aus dem Jahre 1906 bis 1910

Frühe schriftliche Aufzeichnungen erzählen vom Bau einer Pfarrkirche und Gründung der Pfarre um 1150 durch Hugo von Liechtenstein. Das kleine Dorf wurde Hugeschirichen genannt. Die erste urkundliche Erwähnung von Prunsindorf (Prinzendorf) erfolgte bereits 1120 im Zuge einer Stiftung eines Hademar Spede an das Stift Klosterneuburg. Rannersdorf wird erstmals 1210 als Reinoldesdorf genannt.
Laut Adressbuch von Österreich waren im Jahr 1938 in der Ortsgemeinde Hauskirchen ein Bäcker, ein Fleischer mit Gastwirtschaft, drei Gemischtwarenhändler, ein Müller, ein Steinbruchbetrieb, zwei Schmiede, drei Schneider, vier Schuster, zwei Tischler und einige Landwirte ansässig.
Mit 1. Jänner 1971 wurden die ehedem selbständigen Gemeinden Prinzendorf an der Zaya und Rannersdorf an der Zaya nach Hauskirchen eingemeindet.

### Einwohnerentwicklung
| Hauskirchen: Einwohnerzahlen von 1869 bis 2024 | Hauskirchen: Einwohnerzahlen von 1869 bis 2024 | Hauskirchen: Einwohnerzahlen von 1869 bis 2024 | Hauskirchen: Einwohnerzahlen von 1869 bis 2024 | Hauskirchen: Einwohnerzahlen von 1869 bis 2024 |
| ---------------------------------------------- | ---------------------------------------------- | ---------------------------------------------- | ---------------------------------------------- | ---------------------------------------------- |
| Jahr                                           |                                                |                                                |                                                | Einwohner                                      |
| 1869                                           | 1869                                           |                                                | 1.367                                          | 1.367                                          |
| 1880                                           | 1880                                           |                                                | 1.503                                          | 1.503                                          |
| 1890                                           | 1890                                           |                                                | 1.610                                          | 1.610                                          |
| 1900                                           | 1900                                           |                                                | 1.547                                          | 1.547                                          |
| 1910                                           | 1910                                           |                                                | 1.607                                          | 1.607                                          |
| 1923                                           | 1923                                           |                                                | 1.470                                          | 1.470                                          |
| 1934                                           | 1934                                           |                                                | 1.374                                          | 1.374                                          |
| 1939                                           | 1939                                           |                                                | 1.375                                          | 1.375                                          |
| 1951                                           | 1951                                           |                                                | 2.093                                          | 2.093                                          |
| 1961                                           | 1961                                           |                                                | 1.753                                          | 1.753                                          |
| 1971                                           | 1971                                           |                                                | 1.450                                          | 1.450                                          |
| 1981                                           | 1981                                           |                                                | 1.364                                          | 1.364                                          |
| 1991                                           | 1991                                           |                                                | 1.273                                          | 1.273                                          |
| 2001                                           | 2001                                           |                                                | 1.265                                          | 1.265                                          |
| 2011                                           | 2011                                           |                                                | 1.230                                          | 1.230                                          |
| 2021                                           | 2021                                           |                                                | 1.293                                          | 1.293                                          |
| 2024                                           | 2024                                           |                                                | 1.299                                          | 1.299                                          |
| Quelle(n): Statistik Austria                   |                                                |                                                |                                                |                                                |

## Kultur und Sehenswürdigkeiten

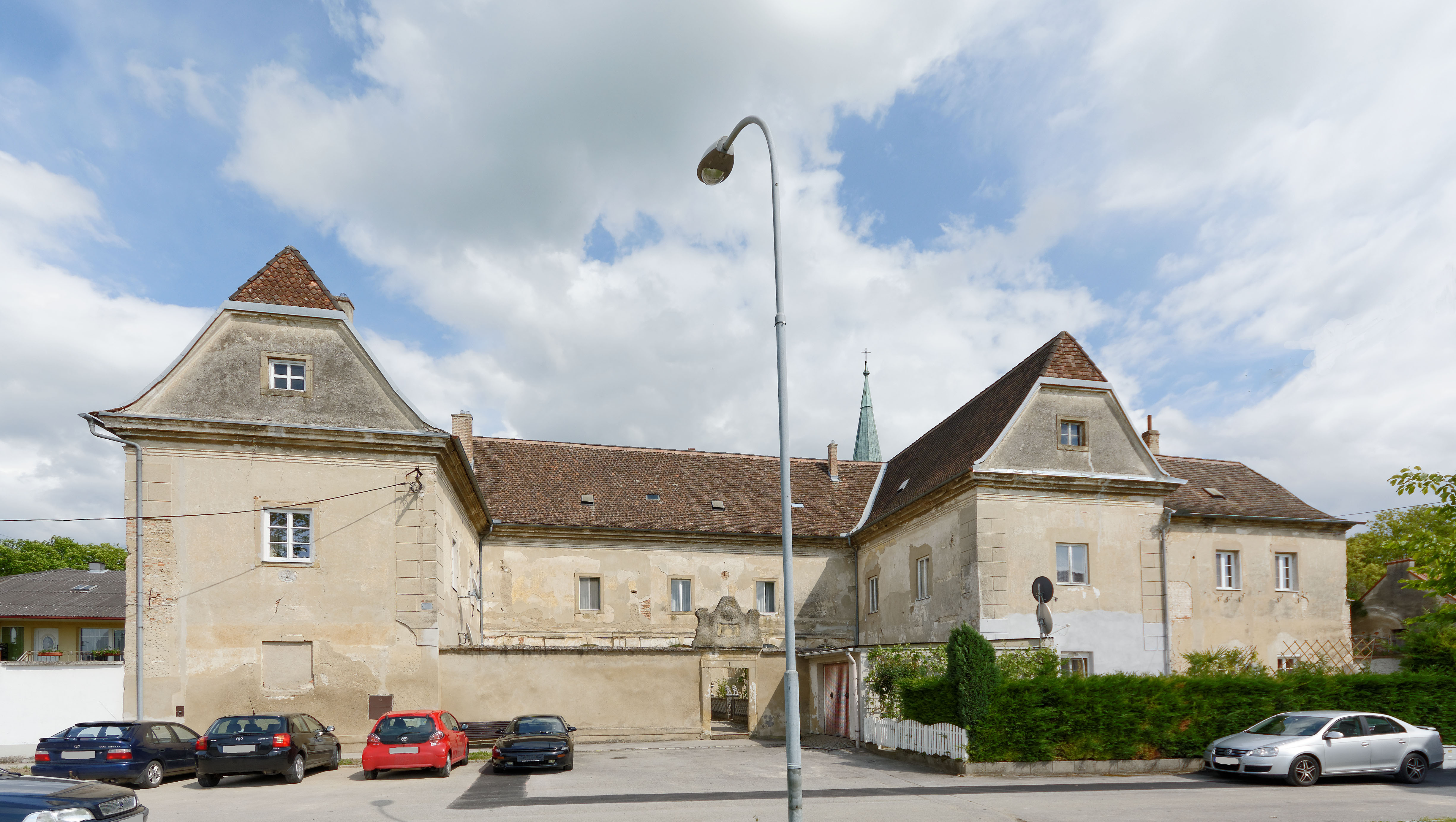
Schloss Hauskirchen

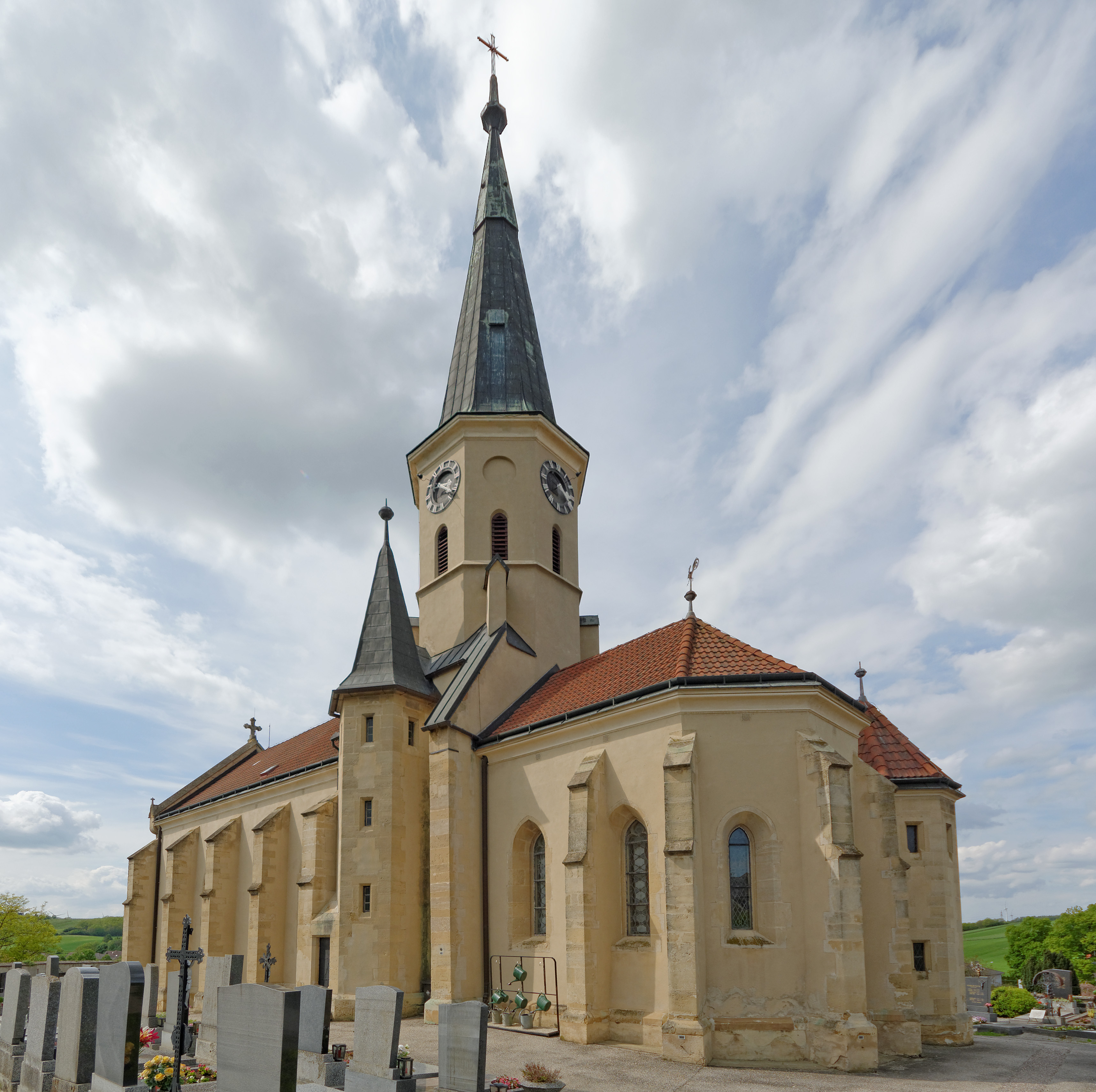
Pfarrkirche Hauskirchen

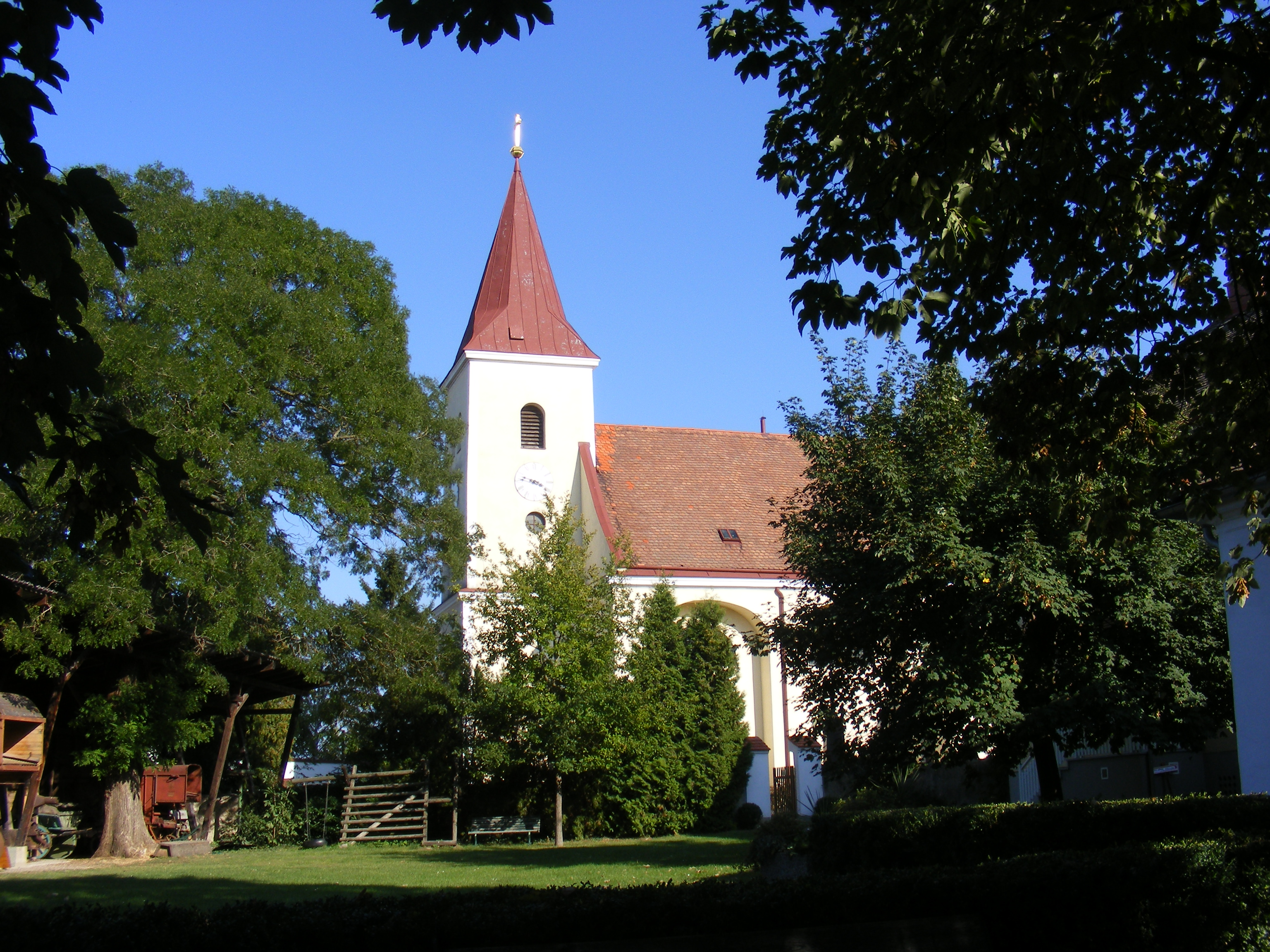
Pfarrkirche Prinzendorf an der Zaya

- Schloss Hauskirchen: Das frühbarocke, im Lauf der Jahrhunderte stark veränderte Schloss bildete ursprünglich gemeinsam mit der Pfarrkirche Hauskirchen eine Wehranlage. An der Planung des langgestreckten Barockbaus des Schlosses Prinzendorf[5] war Franz Anton Pilgram beteiligt.
- Katholische Pfarrkirche Hauskirchen hl. Laurentius: Die Kirche hat einen romanischen Kern. Der gotische Chor stammt aus dem 14. Jahrhundert, das nördliche Seitenschiff sowie das Langhausgewölbe aus dem 15. Jahrhundert. Die Kirche wurde im Barock umgestaltet und erweitert und erhielt ihr heutiges Aussehen bei einem Umbau in den Jahren 1897 bis 1899. Der Hochaltar und der Seitenaltar wurden 1900 vom Bildhauer Ludwig Linzinger geschaffen. Seit 1953 besitzt die Kirche einen 1905 angefertigten Kreuzweg aus geschnitzten Holzreliefs, der sich vorher in der Pfarrkirche St. Marienkirchen bei Schärding befand. In der Kirche bemerkenswertes Epitaph für den Freiherrn Dermitius (Dermot) Kavanagh von Ballyane und seine Ehefrau Felicitas. Kavanagh kaufte 1723 die Herrschaft Hauskirchen vom Fürsten Joseph von Liechtenstein, nahm an zahlreichen Feldzügen teil, wurde 1735 Feldmarschallleutnant und starb 1739 an seinen Kriegsverletzungen.
- Katholische Pfarrkirche Prinzendorf an der Zaya hl. Markus: Die auf einer Anhöhe gelegene Kirche wurde im 15. Jahrhundert erbaut und später barockisiert.
- In der Gemeinde Hauskirchen gibt es drei Friedhöfe: in der Ortschaft Hauskirchen einen Pfarrfriedhof und einen Gemeindefriedhof, und in der Ortschaft Prinzendorf einen Pfarrfriedhof.

## Wirtschaft und Infrastruktur
Nichtlandwirtschaftliche Arbeitsstätten gab es im Jahr 2001 26, land- und forstwirtschaftliche Betriebe nach der Erhebung 1999 61. Die Zahl der Erwerbstätigen am Wohnort betrug nach der Volkszählung 2001 530. Die Erwerbsquote lag 2001 bei 42,76 Prozent.
- Steinbruch Hauskirchen: Im aufgelassenen Steinbruch wurden Kalksandsteine abgebaut.

### Öffentliche Einrichtungen
In Hauskirchen befindet sich ein Kindergarten und eine Volksschule.

## Politik

### Gemeinderat
Der Gemeinderat hat 19 Mitglieder.
- Nach den Gemeinderatswahlen in Niederösterreich 1990 hatte der Gemeinderat folgende Verteilung: 15 ÖVP und 4 SPÖ.
- Nach den Gemeinderatswahlen in Niederösterreich 1995 hatte der Gemeinderat folgende Verteilung: 16 ÖVP und 3 SPÖ.[8]
- Nach den Gemeinderatswahlen in Niederösterreich 2000 hatte der Gemeinderat folgende Verteilung: 14 ÖVP, 4 SPÖ und 1 Sonstige.[9]
- Nach den Gemeinderatswahlen in Niederösterreich 2005 hatte der Gemeinderat folgende Verteilung: 14 ÖVP und 5 SPÖ.[10]
- Nach den Gemeinderatswahlen in Niederösterreich 2010 hatte der Gemeinderat folgende Verteilung: 15 ÖVP und 4 SPÖ.[11]
- Nach den Gemeinderatswahlen in Niederösterreich 2015 hatte der Gemeinderat folgende Verteilung: 16 ÖVP und 3 SPÖ.[12]
- Nach den Gemeinderatswahlen in Niederösterreich 2020 hatte der Gemeinderat folgende Verteilung: 15 ÖVP, 2 SPÖ und 2 FPÖ.[13]
- Nach den Gemeinderatswahlen in Niederösterreich 2025 hat der Gemeinderat folgende Verteilung: 13 ÖVP, 4 FPÖ und 2 SPÖ.[14]

### Bürgermeister
- bis 2012 Josef Huber (ÖVP)
- seit 2012 Helmut Arzt (ÖVP)[15]

### Wappen
Der Gemeinde wurde im Jahr 2000 folgendes Wappen verliehen: Durch einen silbernen Wellenbalken schräglinks geteilt, oben in Rot, aus der Schildteilung wachsend, eine goldene Kirche in Seitenansicht mit rechtsstehendem achteckigem Turm, schwarzen Türen und Fensteröffnungen, unten in Grün, vom linken unteren Schildbrand ausgehend, ein silbernes Denkmal, bestehend aus Standplatte, Basis, quadratlichem Sockel und einer Vase mit einem stilisierten Erdapfel.

## Persönlichkeiten
- Dermot Freiherr Kavanagh von Ballyane († 1739), Feldmarschallleutnant, seit 1723 Besitzer der Herrschaft Hauskirchen
- Georg Preyss (1810–1884), Medizinalrat und praktischer Arzt in Wien, Hausarzt und bester Freund von Franz Grillparzer